# Морес да Круз, Николас
Николас Морес да Круз (порт.-браз. Nicolas Morês da Cruz, 18 мая 1997, Бразилиа) — бразильский футболист, нападающий клуба «Эшторил-Прая».

## Клубная карьера
Первые шаги в футболе он делал в академии «Атлетико Минейро», но пробыв там всего год, в 2011 году перебрался в «Гремио». Уже в 17 лет Карека обратил на себя внимание главного тренера «трехцветных» Луиса Фелипе Сколари, который и перевёл его в первую команду. Благодаря этому в таком раннем возрасте Карека смог дебютировать за «Гремио» в Серии А, проведя 29 минут в поединке против «Коритибы» (1:1). В дальнейшем в карьере Кареки было ещё 2 матча в Серии А за «Гремио», причем в обоих его команда проигрывала. Так и не став основным игроком, в 2017 году он сдавался в аренду в «Фигейренсе», а в январе 2018 года был отдан в аренду в «Оэсте», оба клуба играли в бразильской Серии Б, где Карека провел 5 и 6 матчей соответственно.
1 августа 2018 года перешёл на правах аренды на сезон 2018/19 в полтавскую «Ворсклу». 5 августа дебютировал за новую команду в матче Премьер-лиги против «Львова», выйдя на замену вместо Владислава Кулача, а уже на 83 минуте забил единственный и победный гол в матче.